# دان نورمان
دان نورمان (بالإنجليزية: Dan Norman)‏ هو لاعب كرة قاعدة أمريكي، ولد في 11 يناير 1955 في لوس أنجلوس في الولايات المتحدة.

## وصلات خارجية
- دان نورمان على موقعبيزبول رفرنس.كوم (الدوري الرئيسي) (الإنجليزية)
- دان نورمان على موقعبيزبول رفرنس.كوم (الدوري الثانوي) (الإنجليزية)
- دان نورمان على موقع مشجعي الرسوم البيانية (الإنجليزية)